# Corrigia corrigia
Corrigia corrigia är en plattmaskart. Corrigia corrigia ingår i släktet Corrigia och familjen Dicrocoeliidae. Inga underarter finns listade i Catalogue of Life.